# Juni
Juni er årets sjette måned. Den er opkaldt efter Jupiters hustru, Juno. Hun var ægteskabslykkens gudinde. Hun blev også kaldt Himlens og Jordens dronning. Ældre dansk navn: Skærsommer.

## Juni i Danmark

### Normaltal for juni
- Middeltemperatur: 14,5 °C
- Nedbør: 64 mm
- Soltimer: 227

### Vejrrekorder for juni måned
- 1889 – Den varmeste juni med en middeltemperatur på 18,2 °C. Max- og minimumtemperaturen var hhv. 33,6 °C og 3.5 °C.[kilde mangler]
- 1923 – Den koldeste juni med en middeltemperatur på 10,7 °C. Max- og minimumtemperaturen var hhv. 23,7 og -0,5 °C.[kilde mangler]
- 1936 - Den laveste lufttemperatur målt i juni: -3,5 °C i Klosterhede Plantage.
- 1940 – Den næstsolrigeste juni med 303 soltimer.
- 1947 - Den højeste lufttemperatur målt i juni: 35,5 °C i Hillerød.
- 1987 – Den solfattigste juni med kun 107 soltimer.
- 1992 – Den tørreste måned nogensinde med kun 1 mm nedbør.[1]
- 2007 – Den vådeste juni med hele 124 mm nedbør.[2]
- 2023 – Den solrigeste juni med hele 322,5 soltimer.[3]